# Valparaiso (Indiana)
Valparaiso – miasto w amerykańskim stanie Indiana, siedziba administracyjna hrabstwa Porter. W 2000 roku liczyło 27 428 mieszkańców. W mieście ma swoją siedzibę uniwersytet Valparaiso. Zarówno uniwersytet, jak i samo miasto lokalni mieszkańcy określają w skrócie jako Valpo.
Nazwa miasta pochodzi od nazwy miasta Valparaíso w Chile.